# Anton Egbert von Rodt
Anton Egbert Franz de Paula Freiherr von Rodt, Herr zu Bußmannshausen und Orsenhausen und Walpertshofen (* 27. Juli 1710; † 27. März 1768) war ein österreichischer General, königlich-kaiserlicher Kämmerer, Erbtruchsess des Stiftes Kempten und Oberstleutnant im baden-badischen Infanterieregiment des Schwäbischen Kreises. 

## Leben
Anton Egbert von Rodt stammte aus der Ehe von Franz Christoph Reichsfreiherr von Rodt, Herr zu Bußmannshausen und Orsenhausen und Maria Theresia Benedicte Reichsfreiin von Sickingen zu Hohenburg. Die Fürstbischöfe von Konstanz, Franz Konrad von Rodt und Maximilian Christof von Rodt, sowie General Christian von Rodt waren seine Brüder. Sein Onkel war Kasimir Anton von Sickingen, Fürstbischof von Konstanz. Anton Egbert war verheiratet mit Eleonora Freiin von Speth († 23. März 1796 zu Dillingen); die Ehe blieb kinderlos.
Anton Egbert von Rodt trat 1720 in das kaiserliche Infanterieregiment Freiherr von Müffling ein. 1730 erfolgte die Ernennung zum Leutnant und die Verwendung im Dienste des Schwäbischen Kreises. Am 26. September 1739 wurde er zum Generaladjutanten
und 1743 zum Oberstleutnant befördert. Kaiserin Maria Theresia ernannte ihn am 22. Oktober 1756 zum Generalmajor und Generalfeldwachtmeister. 1758 wurde er Generalfeldmarschallleutnant des Schwäbischen Kreises.
1753 wurde er Ritter des markgräflich badischen Fidelitasordens.